# Оскар Едуард Местер
О́скар Едуа́рд Ме́стер (нім. Oskar Eduard Messter; 21 листопада 1866, Берлін, Пруссія — 7 грудня 1943, Тагернзе, Третій Рейх, нині Німеччина) — німецький кінопромисловець, кінопродюсер, сценарист, кінорежисер і кінооператор. Піонер кінематографа, автор низки винаходів і технічних удосконалень в кіно.

## Біографія
Батько Оскара Местера, Едуард Густав Кольмар Местер, спеціалізувався на виробництві прецизійних і оптичних пристроїв. Під керівництвом батька Оскар почав вивчати оптику та у 28-річному віці успадкував сімейний бізнес.
У 1896 році Оскар Местер відкрив першу в Німеччині кінофабрику і почав серійний випуск вдосконалених ним кінопроєкційних апаратів, знімальних камер та іншої апаратури. Того ж року він створив кіноательє із застосуванням штучного освітлення де почав знімати (як сценарист, режисер, оператор і продюсер) перші німі короткометражні, документальні та ігрові фільми та відкрив кінотеатр на Унтер-ден-Лінден у Берліні.
У 1897 році заснував фірму «Местер-Проектографенгезельштафт» («Местер-фільм», нім. Meßter-Film), де починали свою діяльність в кіно Генні Портен, Гаррі Лідтке, Карл Фройліх, Гвідо Зеєбер та інші діячі німецького кіно. Знімав членів німецької імператорської родини, сцени природи і надземні види Берліна, зроблені з повітряної кулі.
У 1903 році Местер здійснив показ перших звукових фільмів на кінопроєкторі й фонографі, пристрої що виробляє синхронно записи, яке він назвав Біофон (нім. Biophon). У 1912 році спільно з німецьким астрономом Ф. Аргенгольдом зняв перший у світі фільм про сонячне затемнення.
З 1914 року Местер випускав хронікально-документальні журнали «Местер-вохеншау», одночасно продовжував випуск художніх ігрових фільмів. У 1916 заснував спільно з австрійським кінематографістом Александром Йозефом Коловрат-Краківським студію «Sascha-Meßter-Film», що знімала військові репортажі з полів битв Першої світової війни, та які забезпечували імперську військову пропаганду. З наступного року займався переважно питаннями кінотехніки. У 1920 році заснував «Німецьке кінотехнічне товариство».
З 1928 року Оскар Местер був експертом з питань кінотехніки у фірмі «Тобіс». Він є одним із засновників німецької оптичної асоціації.
За участю Местера його кінокомпанії зняли близько 200 фільмів, він був продюсером понад 430 кінострічок.

## Визнання
- Нагороджений Залізним Хрестом 2-го ступеня (1915).
- У 1926 році асоціацією німецьких кіновиробників (нині Товариство ТБ і кінотехнології/ Fernseh- und Kinotechnische Gesellschaft) була заснована медаль імені Оскара Местера для нагородження за особливі заслуги в просуванні новинок в кінотехнологіях. Сам Местер у 1927 став її першим лауреатом.
- У 1936 році Местер став почесним професором Берлінського технічного університету.
- У 1941-му  нагороджений Медаллю Гете в царині мистецтва і науки.
- На його могильному пам'ятнику написано «старійшині кінематографу — винахідникові, дослідникові і піонерові-засновникові німецької кіноіндустрії»